# La Vansa i Fórnols
La Vansa i Fórnols est une commune de la comarque de l'Alt Urgell dans la province de Lleida en Catalogne (Espagne)

## Géographie
Commune située dans les Pyrénées.